# Lipciszki
Lipciszki (biał. Ліпцішкі, Lipciszki; ros. Липтишки, Liptiszki) – dawny chutor na Białorusi, w obwodzie witebskim, w rejonie brasławskim, w sielsowiecie Widze.

## Historia
W latach 1921–1945 ówczesna wieś leżała w Polsce, w województwie nowogródzkim (od 1926 roku w województwie wileńskim), w powiecie brasławskim, w gminie Widze.
Według Powszechnego Spisu Ludności z 1921 roku zamieszkiwało tu 59 osób, 29 były wyznania rzymskokatolickiego a 30 prawosławnego. Jednocześnie 29 mieszkańców zadeklarowało polską przynależność narodową a 30 białoruska. Było tu 9 budynków mieszkalnych. W 1931 roku w 12 domach zamieszkiwało 51 osób.
Miejscowość należała do parafii rzymskokatolickiej i prawosławnej w Widzach. Podlegała pod Sąd Grodzki w Turmoncie Okręgowy w Wilnie; właściwy urząd pocztowy mieścił się w Widzach.
W okresie radzieckim miejscowość miała status chutoru i podlegała pod sowchoz „Kamunist”.